# Custenau
El custenau és una llengua arawak del grup de llengües Paresí-Waurá actualment extingida que es va parlar al Brasil.